# Frutis modesta
Frutis modesta är en insektsart som beskrevs av Schmidt 1913. Frutis modesta ingår i släktet Frutis och familjen Eurybrachidae. Inga underarter finns listade i Catalogue of Life.